# CA Technologies
CA Technologies (NASDAQ: CA), antiguamente conocida como CA, Inc. y Computer Associates, Inc., fue una de las compañías más grandes en la creación y desarrollo de software en el mundo, llegando a figurar en el ranking de empresas Fortune 500. Tras 42 años de actividad, en 2018 CA Technologies fue finalmente adquirida por Broadcom. La compañía tuvo la sede en Long Island, Nueva York, durante gran parte de su vida. CA Technologies desarrolló software y soluciones informáticas B2B, aplicaciones Agile y DevOps, así como antivirus y soluciones ejecutables en entornos mainframe, de distribución, en la nube y en dispositivos móviles. En el momento de su adquisición final, la mayoría de empresas en el ranking Forbes Global 2000 había instalado o utilizaba alguna de las soluciones creadas por CA Technologies.
En 2010, CA Technologies anunció su estrategia de gestión de cloud computing en su conferencia de usuarios de CA World y su nueva suite de productos CA Cloud-Connected Management Suite que abordan los nuevos desafíos presentados por la nube.
CA Technologies, que registró 4 400 millones USD en ingresos para el año fiscal 2010 (al 31 de marzo de 2010), llegó a tener 150 oficinas en más de 45 países y hasta 13.200 empleados, incluyendo 5.900 ingenieros. CA Tecnologies registró más de 1.500 patentes en todo el mundo, y en 2018 todavía tenía otras 900 solicitudes de patentes pendientes. Los derechos de las patentes registradas y de las solicitudes de patentes de CA Technologies fueron adquiridas por Broadcom en la operación de 2018.
En 2010, la compañía adquirió ocho empresas para apoyar su estrategia de nube, incluyendo 3tera, Nimsoft, NetQoS, Oblicore, Cassatt, 4Base Technology, Arcot Systems, y Hyperformix.
El 22 de octubre de 2010, la compañía se ubicó entre las empresas más verdes de los Green rankings de la revista Newsweek.
El 28 de enero de 2010, CA Technologies anunció que William E. McCracken sería su presidente del directorio y director ejecutivo.
El 6 de mayo de 2010 Arthur F. Weinbach fue nombrado presidente no ejecutivo.

## Historia
Recursos:

### Creación y primeros años

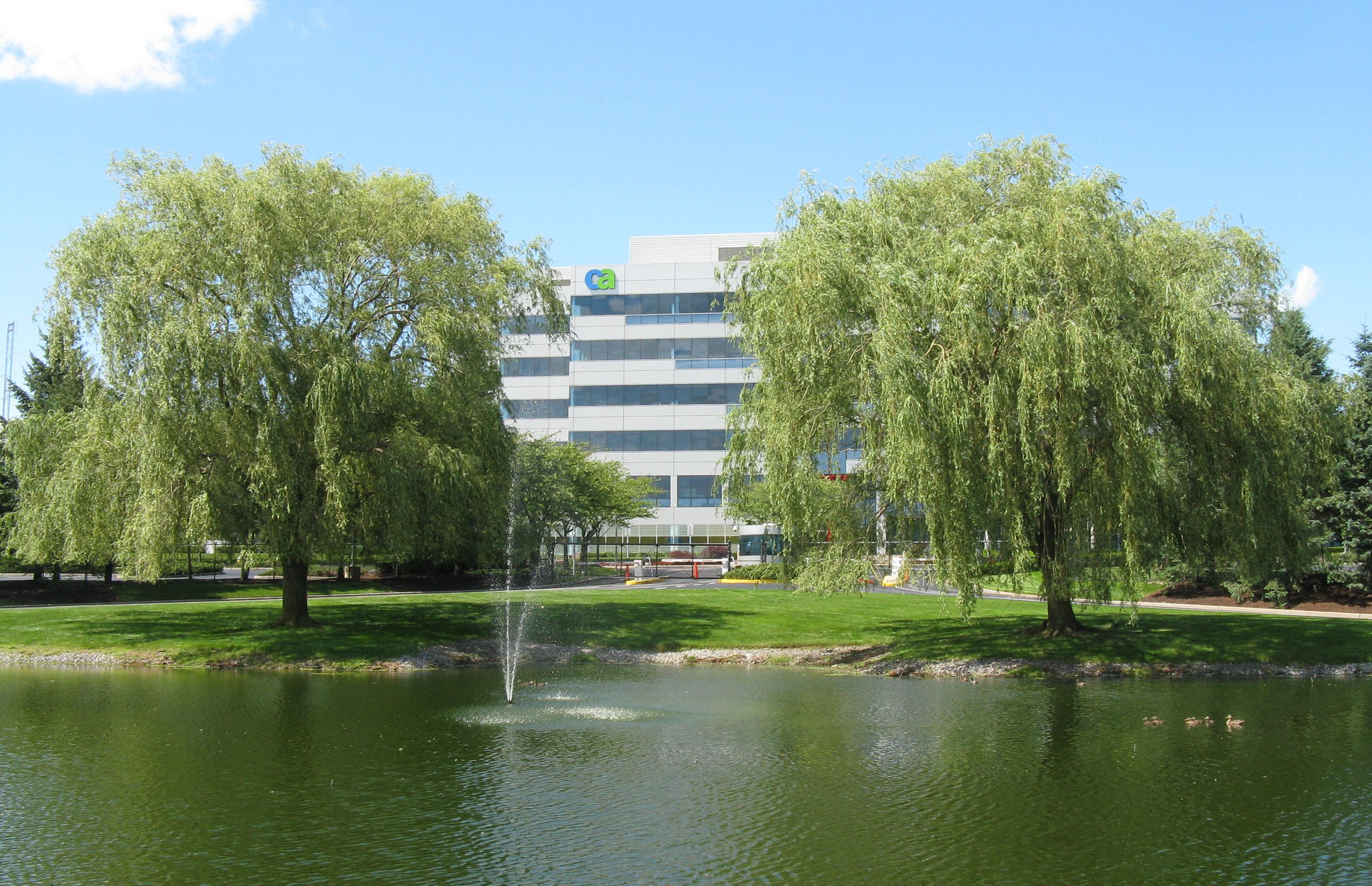
Sede central en Long Island

En 1969, bajo la presión regulatoria, IBM anunció su decisión de separar la venta de ordenadores centrales de los programas informáticos y servicios de apoyo. (en este momento, la industria de la informática estaba dominado por los mainframes, principalmente de IBM) La decisión de abrir nuevos mercados a la competencia y una oportunidad para los empresarios para entrar en la naciente industria del software. Una oportunidad que Charles Wang y su amigo y socio de negocios Russ Artzt aprovecharon mediante la creación de una empresa para desarrollar y comercializar software de mainframe y desarrollando varios productos para el mercado de mainframe, con un éxito modesto. En 1976, obtuvieron los derechos de distribución CA-Sort de América del Norte, que previamente había sido distribuida por los sistemas pansofica bajo el nombre de PanSort. CA-Sort fue originalmente desarrollado por una empresa suiza llamada Computer Associates, que había sido fundada por Sam Goodner y Sevcik Max varios años antes. CA-Sort había encontrado el éxito en Europa, pero las ventas en América del Norte no habían seguido el mismo ritmo. Wang y Artzt fundaron una nueva empresa (en colaboración con la empresa suiza), al que llamaron Trans-estadounidense Computer Associates. Este fue al mercado con la CA-Sort, junto con sus productos originales.
El programa CA-Sort ayudó a los equipos para ordenar los datos de manera eficiente. Su rendimiento superior (sobre todo en la plataforma de DOS / VSE), combinado con la perspicacia de ventas de Charles Wang, llevó a un rápido crecimiento en el mercado grande y lucrativo en América del Norte. Después de la fusión con la empresa suiza original en 1980, la nueva empresa global (posteriormente conocido como Computer Associates International, Inc.) fue capaz de ampliar el mercado, las ventas, programadores y la adquisición de muchas compañías de software en los años siguientes. La adquisición en 1987 de Uccel Corporation (UCC productos insignia-1, UCC-7, UCC-11) hizo CA el mayor proveedor independiente de software de mainframe de infraestructuras y proveedor dominante de OS / MVS software de seguridad con CA-Top Secret y CA ACF2-. También hizo Walter Haefner, que era la mitad de los dueños de Uccel en ese momento, su mayor accionista individual, una distinción que todavía goza.

### Década de 1980
Siguiendo su oferta inicial en 1981, la compañía se expandió rápidamente a través de una serie de adquisiciones, incluyendo los fabricantes de software Capex, Information Unlimited Software, Johnson Systems, CGA Computer, y Uccel. Considerando que el enfoque de CA durante este tiempo estaba dando beneficios, la compañía también trató de competir en el mercado de aplicaciones con empresas como Microsoft y Lotus Development Corporation mediante la adquisición de las empresas que proporcionan hojas de cálculo, procesador de textos, gráficos y software de aplicación. A medida que la década se cerró, CA se convirtió en la primera compañía de software después de Microsoft a más de 1 000 millones de dólares en ventas.

### Década de 1990
En los primeros años de la década de 1990, CA se vio obligada a tomar medidas a raíz de las críticas recibidas (en concreto, la falta de enfoque estratégico, las incompatibilidades entre su línea de productos dispares, una reputación de mal servicio al cliente y el fracaso para ganar una participación significativa en la aplicación de software empresarial), así como una fuerte disminución de precio de sus acciones, que cayeron más del 50 % en 1990. Los consiguientes cambios incluyen un impulso en los mercados extranjeros (Japón, Canadá, África y América Latina), la reforma en la manera en la empresa facturó a sus clientes para el mantenimiento de software y una mejora en la compatibilidad con productos de otros proveedores, tales como Hewlett-Packard, Apple Computer, y Digital Equipment Corporation. Mientras tanto, CA continuó expandiéndose a través de adquisiciones, sobre todo en entornos cliente-servidor ($1.780 millones de dólares en 1995, en ese momento la mayor adquisición jamás en la industria del software) y software de dispositivos de almacenamiento (Cheyenne Software por 1 200 millones de dólares 1996).

### Década de 2000
CA enfrenta nuevos retos en la década de 2000 incluyendo las restricciones impuestas por el Departamento de Justicia o en las adquisiciones, la necesidad de servicio y refinanciar grandes cantidades de deuda, además de una batalla proxy entre el consejo y los accionistas. La compañía también sufrió de controversias en cuanto a la remuneración de los ejecutivos, los métodos de contabilidad y de información privilegiada por su director general y luego presidente, Sanjay Kumar. Entre 2004 y 2006, CA hizo cambios radicales entre su junta directiva y el equipo ejecutivo, incluido el nombramiento de un nuevo CEO, John Swainson, además de nuevos nombramientos para los cargos de presidente, vicepresidente ejecutivo de Estrategia y Desarrollo de Negocios, CFO, COO, CTO, consejero director de Marketing, director Administrativo, y con general, la mayoría de los cuales fueron citas fuera. El 1 de septiembre de 2009, CA anunció la decisión de John Swainson, CEO, de retirarse el 31 de diciembre de 2009.
Durante este tiempo, la empresa presentó su visión de gestión de TI a nivel empresarial para unificar y simplificar los servicios de TI y debutó con el mayor número de productos en su historia. Subrayando el mensaje de cambios en la empresa, CA también dio a conocer un nuevo programa global de la marca para inspirar a la industria a "Volver a creer" en el poder de la tecnología de apoyo a las empresas. CA cambió su nombre de Computer Associates Inc. para CA Inc. en 2006 y a CA Technologies en 2010. Más recientemente, la compañía anunció su apoyo a la aprendizaje de TI a través de un anuncio de 13 nuevos y mejorados productos EITM.

### Década de 2010
CA Technologies adoptó la estrategia de la nube con el lanzamiento de un concepto único de cadena de suministro de TI, permitiendo a la empresa para administrar y asegurar dinámicamente tanto en entornos físicos y virtuales y ofrecer servicios TI más flexibles. En 2011, CA vendió sus productos antivirus a Updata Partners, que giró la división de Total Defense.
El 7 de enero de 2013, Michael P. Gregoire pasó a ser miembro del consejo de administración y es nombrado nuevo CEO de CA Technologies.
En junio de 2014 y sin anunciarlo a los medios, la empresa trasladó su sede al n.º 520 de la Avenida Madison de Nueva York, tras 22 años en Islandia, en el condado de Suffolk.
En 2015, la compañía realizó cinco adquisiciones: Rally software, Unifyalm, Gridtools, Idmlogic, and Xceedium.
En 2016, CA Technologies adquiere Blazemeter, Automic y Veracode. 
En 2017, la compañía adquirió Runscope.
El 11 de julio de 2018, Broadcom anunció que adquirió CA Technologies por valor de 18.900 millones de dólares. El 8 de agosto de 2018, poco menos de un mes tras el anuncio, Michael P. Gregoire se eligió presidente del consejo de administración de CA Technologies, ocupando la plaza que deja libre Art Weinbach, que se retira.
La adquisición se consolidó oficialmente el 5 de noviembre de 2018. Tras la adquisición, Broadcom procedió al despido de trabajadores en las oficinas de CA Technologies en Silicon Valley, California, en Plano, Texas, en la antigua sede de Islandia y en las oficinas de Manhattan, Nueva York.

### Expansión hacia América Latina
A partir de la segunda mitad de la década de 2000, la compañía se enfocó en potenciar sus negocios en América Latina, región que ostenta los mayores pronósticos de crecimiento en materia de seguridad informática corporativa, computación en nube y demanda de productos vinculados a la Gestión Integrada de TI y SaaS. En 2006, contaba con cerca de 200 clientes corporativos sólo en Argentina. Medios especializados y analistas del mercado informático han reportado que la tendencia continuó en alza durante los años 2010 y 2011. Desde 2006, el gerente general de la compañía para la región es Kenneth Arredondo.

## Productos de software
CA ofrece productos de software y servicios para computación distribuida, entornos mainframe, así como virtualización y cloud computing. La cartera abarca las siguientes categorías de productos:
- Mainframe
- Seguridad / Gestión de identidades y acceso
- Nube
- Virtualización y automatización
- Gestión de TI SaaS
- Servicio de aseguramiento
- Servicio y gestión de la cartera
- EcoSoftware
- Administración de la recuperación y modelado de datos
- Nimsoft

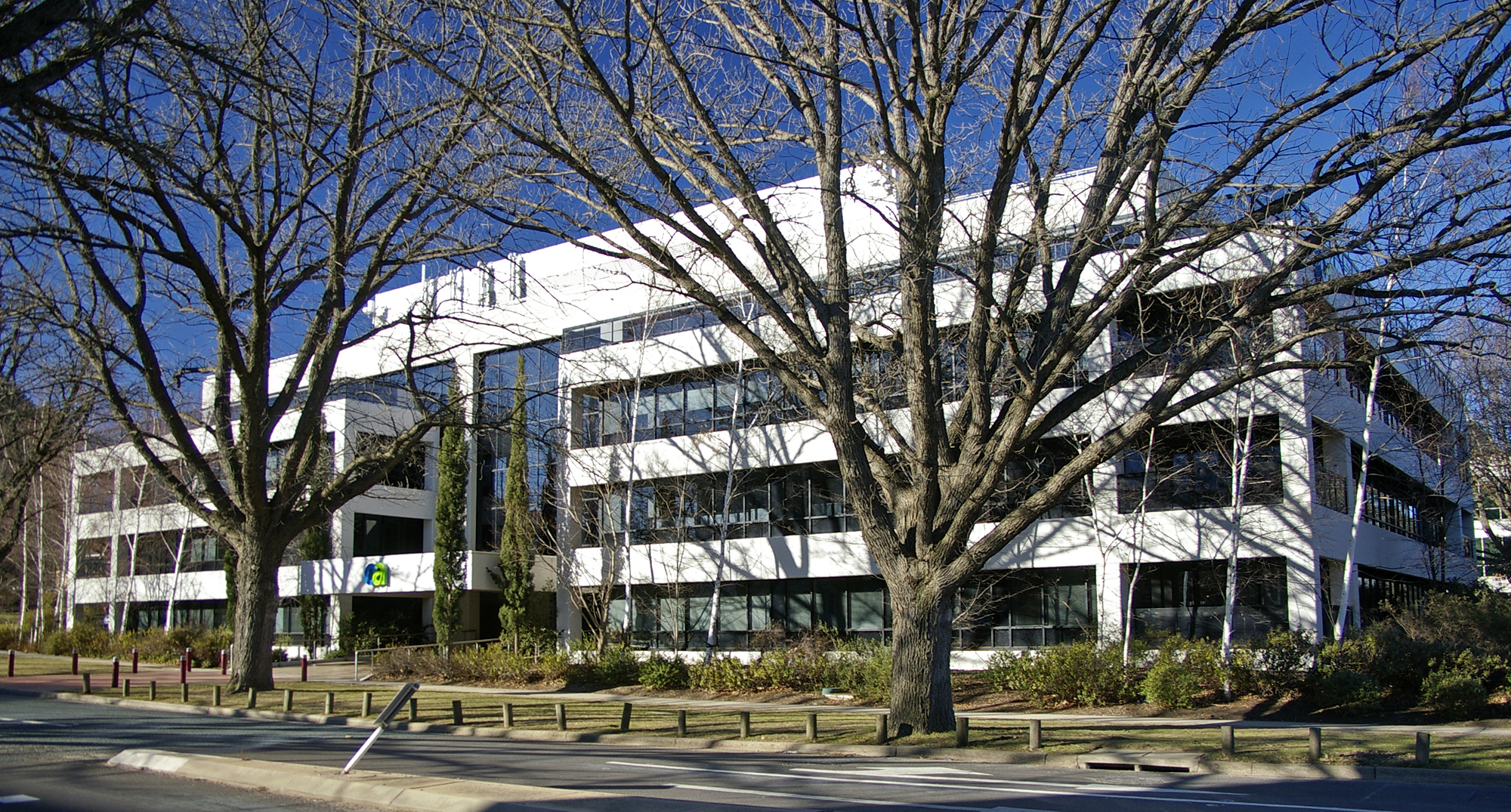
CA House en Canberra.

La compañía mantiene el personal de desarrollo de productos en todo el mundo ubicaciones, incluyendo a los Estados Unidos, Australia, China, la República Checa, Alemania, India, Israel, Japón y el Reino Unido. Una de las mayores metas de CA es crear productos para medianas y grandes empresas, pero también tiene su línea de productos de seguridad (antivirus, firewall, etc.) para usuarios finales.

## CA Services
CA Services es una organización de servicios en Tecnologías filial de CA y emplea a más de 1 200 consultores.
Con presencia en más de 25 países, CA Services funciona con todo tipo de empresas para desarrollar la aplicación, hoja de ruta tecnológica y un plan de educación. La organización publicó 280 millones USD en ingresos para el año fiscal 2010 (al 31 de marzo de 2010).[cita requerida]

## CA Labs
CA Labs se estableció en 2005 para fortalecer las relaciones entre las comunidades de investigación y CA. CA Labs ha estado trabajando en estrecha colaboración con universidades, asociaciones profesionales y el gobierno en varios proyectos que se relacionan con los productos de CA, las tecnologías y metodologías. Los resultados de estos proyectos varían de publicaciones de investigación, a las mejores prácticas, a las nuevas orientaciones de los productos.
A través de una variedad de programas universitarios de Relaciones, CA está trabajando con muchas universidades para facilitar y promover la innovación, incluyendo la financiación de proyectos de investigación universitaria en áreas específicas, trabajando con los profesores para mejorar planes de estudios, y proporcionar oportunidades para interactuar con la investigación CA y expertos en desarrollo.[cita requerida]

## Controversias
CA ha sido parte de una serie de demandas durante sus 30 años de historia y, en particular, durante el período comprendido entre los años 1990 a principios de 2000. Una de las disputas de alto perfil fue la demanda de 1992 por Electronic Data Systems (EDS), que era un cliente de CA. EDS acusó a CA por incumplimiento al contrato, incluyendo el mal uso de los derechos de autor y violaciones de las leyes anti-confianza. CA presentó una contra-demanda, también basada en el incumplimiento del contrato, incluidas las infracciones de derechos de autor y apropiación indebida de secretos comerciales. Las compañías llegaron a un acuerdo en 1996. Mientras tanto, un ambiente hostil (y fracasado) fue el intento de adquisición por CA en 1998 para la firma de consultoría informática Computer Sciences Corporation (CSC), lo que provocó una demanda de soborno por el (entonces) presidente de CSC Van Honeycutt contra el fundador y CEO de CA (entonces), Charles Wang.
Además, la controversia siguió en 1999, cuando Wang recibió el mayor bono en la historia en ese momento de una empresa pública. Por otra parte, este recibo (una donación de acciones $670 millones que data de la consolidación de una opción sobre acciones 1995) ocurrió mientras la empresa se enfrentó a una desaceleración en los mercados europeos y una recesión económica en Asia, los cuales han afectado los ingresos de CA y el precio de las acciones. En total, la compañía tomó 675 millones USD después de impuestos por 1,1 mil millones USD en pagos a Wang y otros altos ejecutivos de CA.
En 2000, una demanda colectiva por parte de accionistas acusó a CA de falsear más de 500 millones USD en ingresos en 1998 y 1999, con el fin de inflar artificialmente el precio de las acciones. Una investigación de la Securities and Exchange Commission (SEC) siguió también, lo que resultó en cargos contra la empresa y algunos de sus altos ejecutivos anteriores. La SEC alega que desde 1998 hasta 2000, CA habitualmente mantuvo sus libros abiertos para incluir a los ingresos trimestrales de contratos celebrados después del trimestre que finalizó el fin de satisfacer las expectativas de los analistas de Wall Street. La compañía llegó a un acuerdo con la SEC y el Departamento de Justicia en 2004, acordando pagar $ 225 millones de dólares en restitución a los accionistas y la reforma de su gobierno corporativo y controles de contabilidad financiera. Ocho ejecutivos de CA ya que se declaró culpable de cargos de fraude —en particular, antiguo consejero delegado y presidente Sanjay Kumar, quién recibió una condena de 12 años de orquestar el escándalo—. Posteriormente, la compañía hizo grandes cambios a través de prácticamente la totalidad de sus posiciones de liderazgo.

## Adquisiciones
CA tiene una larga historia de adquisiciones en la industria del software.
- 2011: ITKO, Inc.[43] ($330 millones de dólares)
- 2011: Torokina Networks[44]
- 2010: Hyperformix[45] (cantidad no revelada)
- 2010: Arcot Systems ($200 millones de dólares)
- 2010: 4Base Technology (cantidad no revelada)
- 2010: Nimsoft ($350 millones de dólares)
- 2010: 3tera
- 2010: Cassatt
- 2010: Oblicore
- 2009: NetQoS Inc.[46]
- 2009: Orchestria
- 2008: Eurekify, Inc.
- 2008: IDFocus, LLC.
- 2006: MDY Group (cantidad no revelada)[47]
- 2006: Cendura (cantidad no revelada)[48]
- 2006: Control-F1 Corporation (cantidad no revelada)[49]
- 2006: Cybermation Inc. US$75 millones de dólares[50]
- 2006: XOsoft, Inc.[51]
- 2006: Wily Technology. US$375 millones de dólares[52]
- 2005: Niku – US$350 millones de dólares (renamed CA Clarity)[53]
- 2005: Concord Communications/Aprisma Management Technologies[54]
- 2005: iLumin Software Services
- 2005: Tiny Software[55]
- 2004: Netegrity
- 2004: PestPatrol (cantidad no revelada)[56]
- 2004: Miramar (cantidad no revelada)[57]
- 2003: Netreon (cantidad no revelada)[58]
- 2003: SilentRunner (cantidad no revelada)[59]
- 2000: Sterling Software — US$3.91 billion[60]
- 2000: Applied Management Systems Inc.[cita requerida]
- 1999: Platinum Technology International — US$3.5 billion[61]
- 1999: CMSI (Computer Management Sciences, Inc.) — US$435 millones de dólares[62]
- 1998: QXCOM (cantidad no revelada)[63]
- 1998: Viewpoint DataLabs International, Inc.[64]
- 1998: LDA Systems, Inc.
- 1998: Realogic, Inc.
- 1997: AI Ware, Inc.
- 1997: Avalan Technology, Inc.[65]
- 1996: Cheyenne Software — US$1.2 billion[66]
- 1995: Legent Corporation — US$1.78 billion
- 1994: The ASK Group, Inc. — US$311 millones de dólares[67]
- 1992: Glockenspiel Ltd
- 1992: Nantucket Corporation
- 1991: Access Technology
- 1991: Pansophic Systems, Inc.[68] — US$290 millones de dólares
- 1991: On-Line Software International Inc. — $120 millones de dólares
- 1989: Cullinet — US$289 millones de dólares
- 1988: Applied Data Research — US$170 millones de dólares
- 1987: Uccel — US$830 millones de dólares
- 1986: Software International — US$24 millones de dólares
- 1986: Integrated Software Systems Corporation (ISSCO) — US$67 millones de dólares
- 1985: Top Secret (from CGA for US$25 millones de dólares)
- 1985: Sorcim — US$27 millones de dólares
- 1985: Arkay Computer (cantidad no revelada)
- 1984: Johnson Systems, Inc. — US$16 millones de dólares
- 1983: Information Unlimited Software — US$10 millones de dólares
- 1983: Stewart P. Orr Associates — US$2 millones de dólares
- 1982: Capex Corporation  — US$22 millones de dólares
- 1981: Viking Data Systems, Inc.[69]